# Baluarte de la Soledad

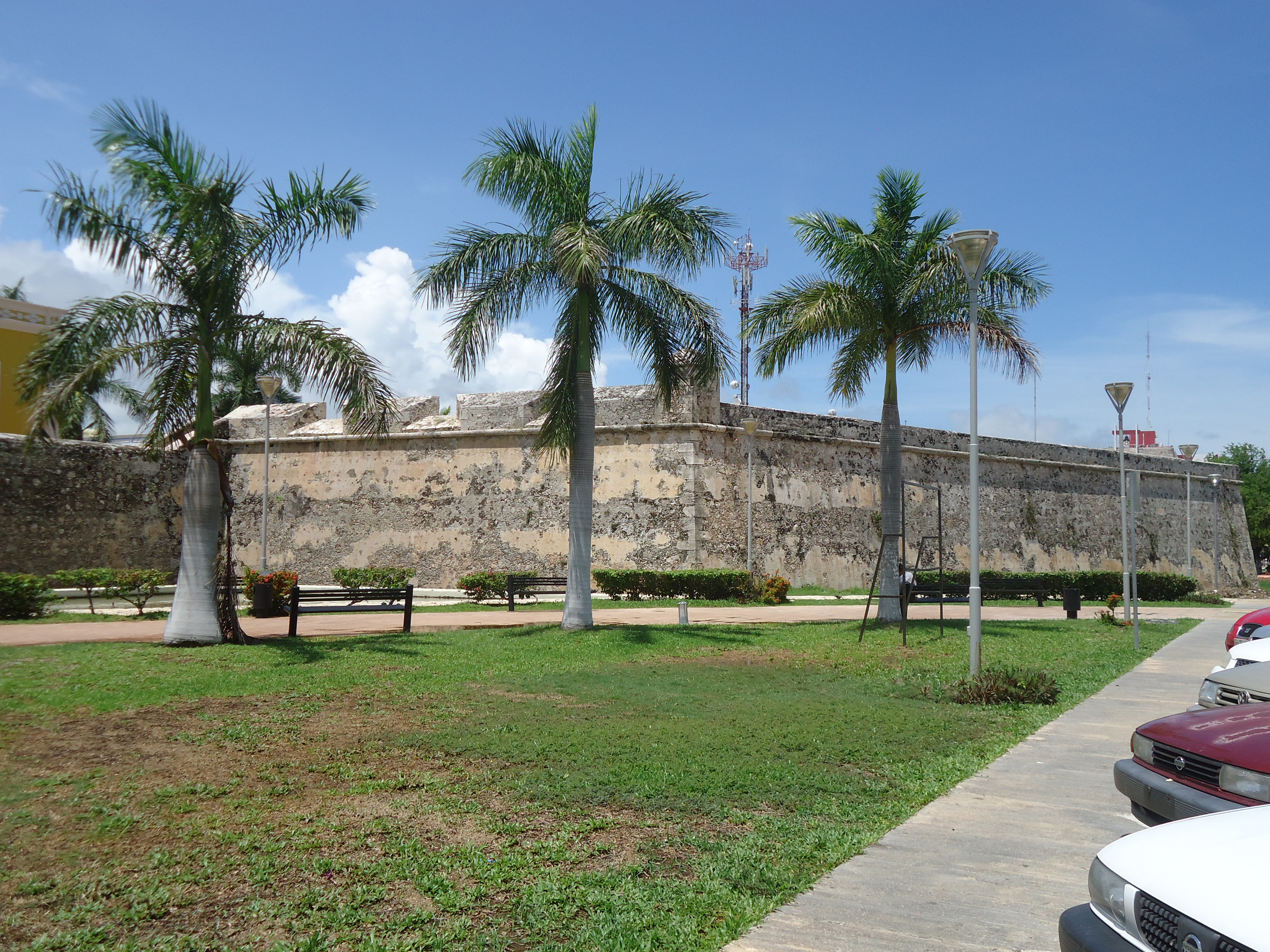
Baluarte de la Soledad

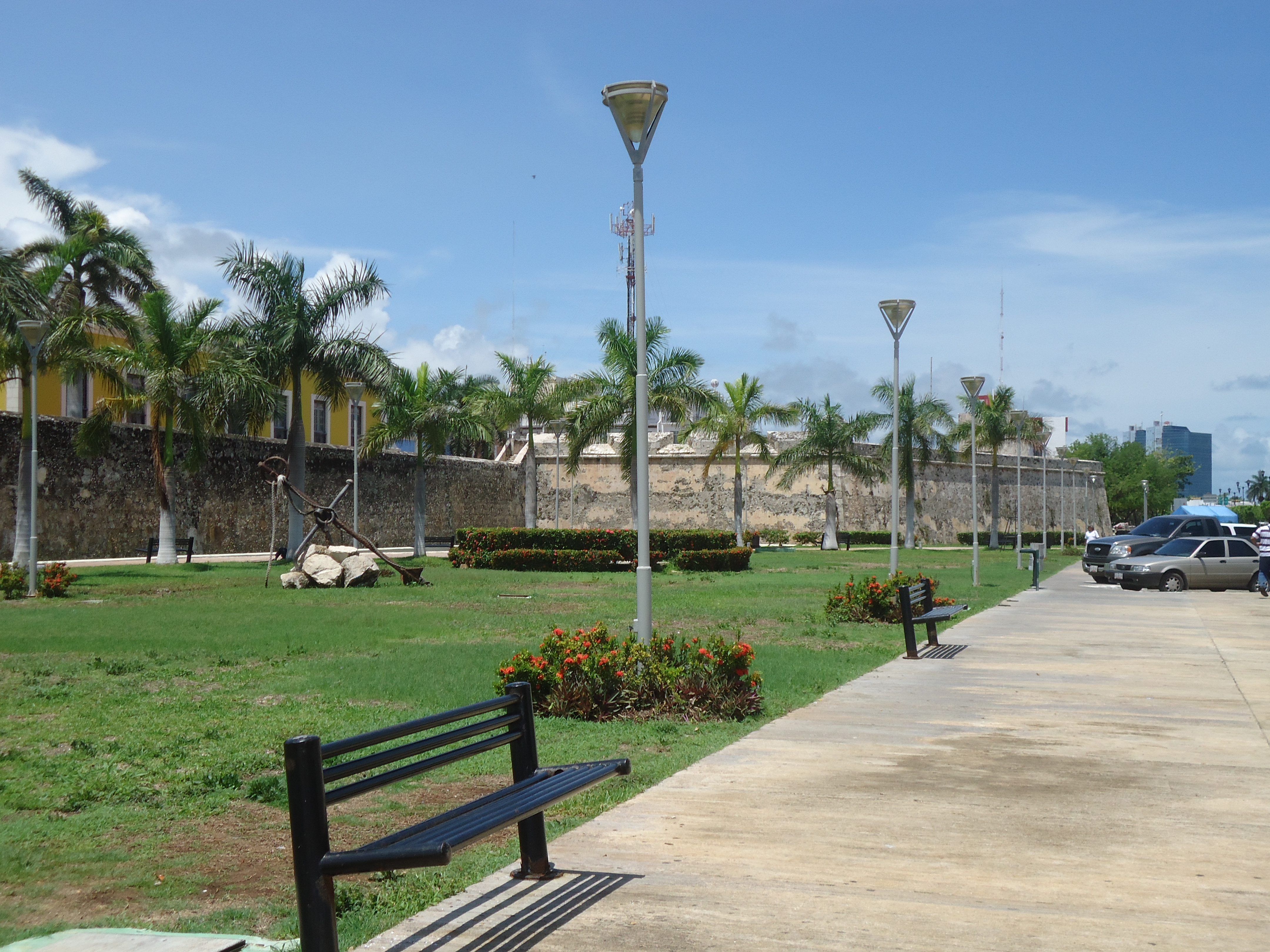

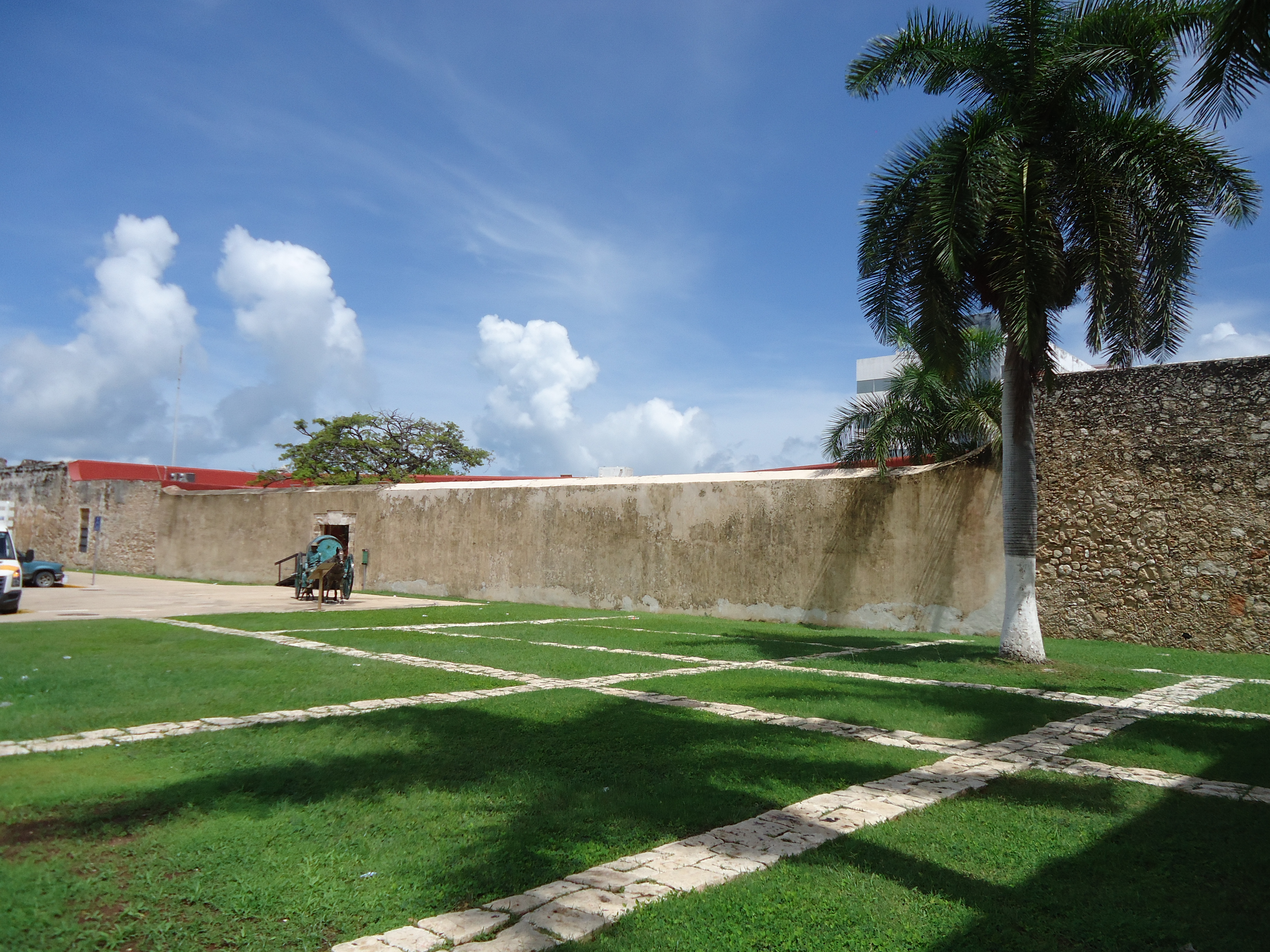

El Baluarte de la Soledad es un baluarte localizado en la ciudad San Francisco de Campeche, Campeche, México. Adopta su nombre en honor de la Virgen de la Soledad, patrona de los marinos, y por haberse levantado a la orilla del mar. Su superficie es 2344 m², consta de 3 salas y un portal, este fue el tercero en construirse, entre 1690 y 1692.
Este baluarte comunicaba con otros dos: el baluarte de San Carlos y el baluarte de Santiago y se encuentra al lado de la Puerta de Mar. Su planta es de forma pentagonal irregular y consta de dos niveles. La planta baja se conforma de seis residencias abovedadas, de las cuales, cuatro son salas de exposición, una de sanitarios y la última es utilizada para trabajos de restauración.
Actualmente se encuentra en él el Museo de Arquitectura Maya Baluarte de la Soledad.